# Kenneth Carlsen
Kenneth Carlsen (Kopenhagen, 17 april 1973) is een voormalig Deens tennisspeler. Carlsen was tussen 1992 en 2007 actief als professional.
Hij won drie ATP-toernooien in het enkelspel.

## Palmares
| Legenda                       | Legenda               |
| ----------------------------- | --------------------- |
| Grand Slam                    |                       |
| Olympische Spelen             |                       |
| tot 2009                      | vanaf 2009            |
| Tennis Masters Cup            | ATP Finals            |
| ATP Masters Series            | ATP Tour Masters 1000 |
| ATP International Series Gold | ATP Tour 500          |
| ATP International Series      | ATP Tour 250          |

### Enkelspel
| Nr.                  | Datum            | Toernooi            | Ondergrond    | Tegenstander in finale | Score            | Details |
| -------------------- | ---------------- | ------------------- | ------------- | ---------------------- | ---------------- | ------- |
| Gewonnen finales     |                  |                     |               |                        |                  |         |
| 1.                   | 12 april 1998    | ATP Hongkong        | Hardcourt     | Byron Black            | 6-2, 6-0         | Details |
| 2.                   | 6 oktober 2002   | ATP Tokio           | Hardcourt     | Magnus Norman          | 7-6(6), 6-3      | Details |
| 3.                   | 20 februari 2005 | ATP Memphis         | Hardcourt     | Maks Mirni             | 7-5, 7-5         | Details |
| Verloren finales     |                  |                     |               |                        |                  |         |
| 1.                   | 4 oktober 1992   | ATP Brisbane Indoor | Hardcourt (i) | Guillaume Raoux        | 4-6, 6-7(10)     | Details |
| 2.                   | 10 maart 1996    | ATP Kopenhagen      | Tapijt (i)    | Cédric Pioline         | 2-6, 6-7()       | Details |
| 3.                   | 12 januari 1997  | ATP Auckland        | Hardcourt     | Jonas Björkman         | 6-7(0), 0-6      | Details |
| 4.                   | 11 juli 1999     | ATP Newport         | Gras          | Chris Woodruff         | 7-6(5), 4-6, 4-6 | Details |
| Gewonnen challengers |                  |                     |               |                        |                  |         |
| 1.                   | 14 juni 1992     | Keulen              | Gravel        | Tomas Nydahl           | 6-2, 1-3, opgave |         |
| 2.                   | 19 juli 1992     | Tampere             | Gravel        | Bart Wuyts             | 4-6, 7-6, 7-6    |         |
| 3.                   | 3 maart 1996     | Hamburg             | Tapijt (i)    | Frederik Fetterlein    | 6-3, 4-6, 6-3    |         |

### Dubbelspel
| Nr.                           | Datum             | Toernooi       | Ondergrond | Partner             | Tegenstanders in finale               | Score         | Details |
| ----------------------------- | ----------------- | -------------- | ---------- | ------------------- | ------------------------------------- | ------------- | ------- |
| Verloren finales heren dubbel |                   |                |            |                     |                                       |               |         |
| 1.                            | 16 maart 1997     | ATP Kopenhagen | Tapijt (i) | Frederik Fetterlein | Andrej Olchovski Brett Steven         | 4-6, 2-6      | Details |
| 2.                            | 20 september 1998 | ATP Tasjkent   | Hardcourt  | Sjeng Schalken      | Stefano Pescosolido Laurence Tieleman | 5-7, 6-4, 5-7 | Details |
| 3.                            | 17 september 2006 | ATP Peking     | Hardcourt  | Michael Berrer      | Mario Ančić Mahesh Bhupathi           | 4-6, 3-6      | Details |

## Prestatietabel
| Legenda | Legenda                          |
| ------- | -------------------------------- |
| g.t.    | geen toernooi gehouden           |
| l.c.    | lagere categorie                 |
| –       | niet deelgenomen                 |
| G       | uitgeschakeld in de groepsfase   |
| 1R      | uitgeschakeld in de eerste ronde |
| 2R      | uitgeschakeld in de tweede ronde |
| 3R      | uitgeschakeld in de derde ronde  |
| 4R      | uitgeschakeld in de vierde ronde |
| KF      | uitgeschakeld in de kwartfinale  |
| HF      | uitgeschakeld in de halve finale |
| F       | de finale verloren               |
| W       | het toernooi gewonnen            |
| w-v     | winst/verlies-balans             |

### Prestatietabel grand slam, enkelspel
| Toernooi        | 1993 | 1994 | 1995 | 1996 | 1997 | 1998 | 1999 | 2000 | 2001 | 2002 | 2003 | 2004 | 2005 | 2006 |
| --------------- | ---- | ---- | ---- | ---- | ---- | ---- | ---- | ---- | ---- | ---- | ---- | ---- | ---- | ---- |
| Australian Open | 4R   | 2R   | 2R   | 1R   | 1R   | 1R   | 1R   | –    | –    | 1R   | 1R   | 1R   | 1R   | 1R   |
| Roland Garros   | 2R   | 1R   | 2R   | 1R   | 1R   | 1R   | 1R   | –    | –    | –    | 1R   | 1R   | 1R   | 1R   |
| Wimbledon       | 3R   | 3R   | 2R   | 1R   | 1R   | 1R   | –    | –    | 2R   | 1R   | 1R   | 3R   | 1R   | –    |
| US Open         | 1R   | 1R   | 3R   | 2R   | 2R   | 1R   | 2R   | –    | 1R   | 2R   | 2R   | 1R   | 1R   | –    |

### Prestatietabel grand slam, dubbelspel
| Toernooi        | 2004 | 2005 |
| --------------- | ---- | ---- |
| Australian Open | –    | –    |
| Roland Garros   | –    | 1R   |
| Wimbledon       | 1R   | –    |
| US Open         | 1R   | 2R   |